# Zofia Jaroszewicz
Zofia Jaroszewicz ps. „Kasia” (ur. 8 czerwca 1920 w Warszawie, zm. 17 września 1944 w Aninie) – działaczka ZWM i PPR, publicystka, poetka.

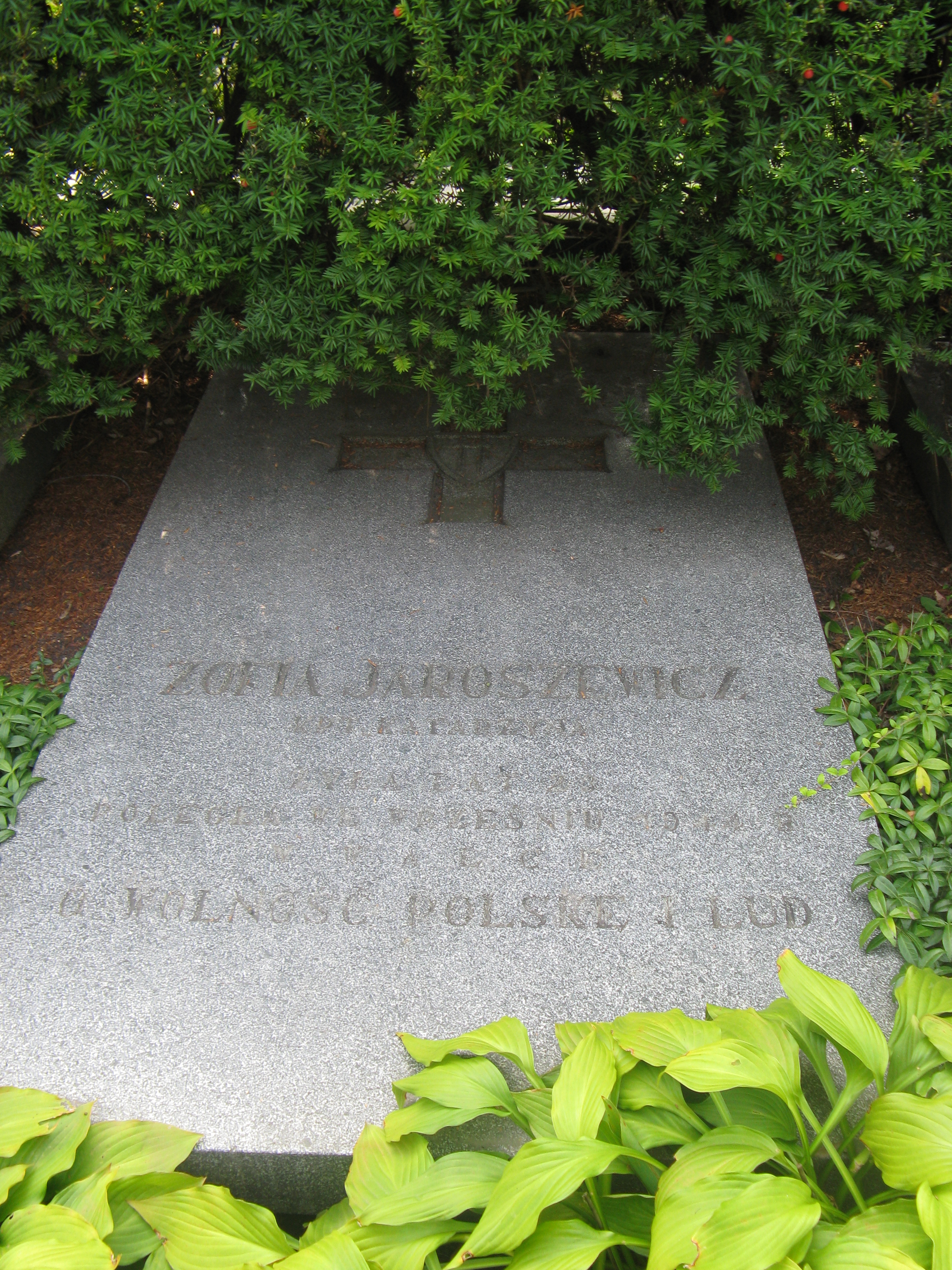
Grób Zofii Jaroszewicz na Cmentarzu Wojskowym na Powązkach

## Życiorys
Córka Kazimierza, skończyła szkołę podstawową w Brwinowie, podczas nauki w warszawskim gimnazjum (do 1938) działała w harcerstwie i samorządzie szkolnym. 1938-1939 studiowała fizykę i chemię na USB w Wilnie, w grudniu 1938 wraz z H. Balicką i Hanną Szapiro-Sawicką brała udział w agitacji podczas wyborów do warszawskiej Rady Miejskiej. Członek Sekcji Akademickiej PPS, prowadziła świetlicę dla dzieci robotników i w 1939 zorganizowała dla nich kolonie letnie. We wrześniu 1939 brała aktywny udział w działalności Robotniczego Komitetu Pomocy Społecznej – przy ewidencjonowaniu ochotników do Robotniczych Brygad Obrony Warszawy, organizacji punktów medycznych i kuchni dla uchodźców i pogorzelców, a po kapitulacji Warszawy 28 IX 1939 dostarczała żołnierzom WP cywilnej odzieży, gromadziła materiały drukarskie i pomagała w ukrywaniu broni i amunicji i czcionek drukarskich. Podczas okupacji pisała wiersze, zawierając w nich swoje refleksje, nastroje i grozę wojny. I-VII 1940 pracowała w Radzie Głównej Opiekuńczej, później w biurze i w magazynie w niemieckiej firmie budowlanej. Brała udział w zebraniach marksistowskiego kółka dyskusyjnego, latem 1941 Szapiro-Sawicka wciągnęła ją do regularnej działalności konspiracyjnej przy wydawaniu „Biuletynu Radiowego”. Od września 1941 „Kasia” działała w ZWW i brała udział w powielaniu jego pisma „Zwyciężymy”. Od stycznia 1942 w PPR, była kolporterką prasy PPR, od jesieni 1942 do marca 1943 przerwała działalność konspiracyjną z powodu choroby, później została sekretarzem ZWM dzielnicy Mokotów i skończyła kurs oficerski. Kolportowała m.in. „Trybunę Wolności” i „Głos Warszawy”, od jesieni 1943 członek komitetu redakcyjnego „Walki Młodych”, w którym pisała wiele wstępnych artykułów. Od wiosny 1944 sekretarz ZWM na Pradze, od lipca 1944 przewodnicząca Zarządu Warszawskiego ZWM i członek Komitetu Warszawskiego PPR. W sierpniu 1944 pracowała z młodzieżą ZWM, potem z grupą młodzieży usiłowała przedostać się przez linię frontu, jednak w Zielonce została raniona w nogę odłamkiem szrapnela i zachorowała na tężec, który spowodował jej śmierć po przetransportowaniu do Anina. Pośmiertnie mianowana kapitanem i odznaczona Orderem Krzyża Grunwaldu III klasy. Po wojnie ekshumowano jej prochy i pochowano w kwaterze ZWM na Cmentarzu Wojskowym na Powązkach (kwatera C6 ZWM-1-4). Jej imieniem nazwano szkołę podstawową oraz technikum w Warszawie.